# Frumoasa, Teleorman
Frumoasa là một xã thuộc hạt Teleorman, România. Dân số thời điểm năm 2002 là 2666 người.